# Jimmy Nirlo
Jimmy Nirlo  (Oyonnax, Francia, 23 de agosto de 1988), futbolista francés. Juega de volante y su club actual es el FC Bourg-Péronnas del Championnat National 2 de Francia. 

## Clubes
| Club                          | País    | Año           |
| ----------------------------- | ------- | ------------- |
| Stade Rennes                  | Francia | 2007-2009     |
| Veria FC                      | Grecia  | 2009          |
| Pacy Vallée-d'Eure            | Francia | 2009-2010     |
| US Créteil                    | Francia | 2011-2012     |
| FC Bourg-Péronnas             | Francia | 2012-2013     |
| Vendée Poiré sur Vie Football | Francia | 2013          |
| FC Bourg-Péronnas             | Francia | 2013-Presente |